# Im Namen der Unschuld
Im Namen der Unschuld ist ein psychologischer Kriminalfilm aus dem Jahr 1997. Regie führte Andreas Kleinert, das Drehbuch verfasste Torsten Schulz nach Motiven des gleichnamigen Kriminalromans von Dorothea Kleine.

## Handlung
Im Namen der Unschuld beginnt mit dem Mord an einer jungen Frau, Marie. Ihre Mutter Anna, die unter Depressionen leidet, begibt sich auf die Suche nach dem Mörder ihrer Tochter und kommt dabei immer wieder der Polizei in die Quere. Als diese den Geschäftsmann Rudolf Kunze festnimmt, der ein Geständnis ablegt, scheint die Tat aufgeklärt. Vor Gericht widerruft Kunze sein Geständnis – doch Anna will den Tod ihrer Tochter rächen.

## Rezeption

### Auszeichnungen
Im Namen der Unschuld war auf der Internationalen Filmbiennale Venedig 1997 in der Reihe Mezzogiorno zu sehen, außerdem bei verschiedenen Filmfestspielen, darunter dem Montreal World Film Festival und dem Internationalen Filmfestival Chicago. Der Film war für den Adolf-Grimme-Preis 1998 nominiert, und Barbara Sukowa erhielt für ihre Rolle den Bayerischen Filmpreis 1997 „Beste Hauptdarstellerin“.

### Kritik
Das Lexikon des internationalen Films kritisiert den Film als „krude Mischung aus Fotoroman, ‚Tatort‘-Ästhetik und rudimentärem Kunstwillen, die ästhetisch wie inhaltlich einer Bankrotterklärung des einst vielversprechenden Regisseurs nahekommt.“